# Miloš Veljković
Miloš Veljković (en serbe en écriture cyrillique : Милош Вељковић), est un footballeur international serbe né le 26 septembre 1995 à Bâle. Il joue au poste de défenseur au Werder Brême.

## Biographie

### En club
Le 16 octobre 2014, il est prêté au Middlesbrough FC.

### En équipe nationale
Miloš Veljković honore sa première sélection avec l'équipe nationale de Serbie le 10 novembre 2017, contre la Chine. Il entre en jeu à la place de Branislav Ivanović et son équipe s'impose par deux buts à zéro.
L'année suivante, il dispute sa première compétition internationale lors de la Coupe du monde 2018 en Russie. 
Le 11 novembre 2022, il est sélectionné par Dragan Stojković pour participer à la Coupe du monde 2022.
Il est retenu dans la liste des 26 joueurs serbes du sélectionneur Dragan Stojković pour participer à l'Euro 2024.

## Palmarès

### En club
Werder Brême
- Championnat d'Allemagne D2
  - Vice-champion : 2022

### En sélection
- Vainqueur du championnat d'Europe des moins de 19 ans 2013 avec l'équipe de Serbie.
- Vainqueur de la Coupe du monde des moins de 20 ans en 2015